# 福島正勝
福島 正勝（ふくしま まさかつ、寛文5年6月15日（1665年7月27日） - 元禄9年4月9日（1696年5月9日））は、江戸時代の旗本。福島左兵衛正長（福島忠勝の子）の長男。福島正則の曾孫にあたる。弟に山名隆豊。妻は松前志摩守矩広の娘。子に正視。 官位は従五位下伊豆守。

## 生涯
福島氏は、福島正則の死後、正則の次男正利（正勝の大叔父）が旗本となって存続していた。しかしその正利が37歳で嗣子無く没し、福島氏は一旦断絶する。正勝は京に住んでいたが、天和元年（1681年）3月21日に召し出され、同年4月15日、将軍徳川綱吉に拝謁。天和2年（1683年）12月23日には上総国長柄郡・夷隅郡の内に2,000石を与えられ寄合に列し、元禄2年（1689年）10月15日小姓組番頭として仕えた。同年12月27日には伊豆守に叙任されたが、幕府に仕えてわずか7年で没した。
享年33、法名は常空。墓所は京都市妙心寺塔頭・海福院（福島正則創建）。以後、福島氏は2,000石の旗本として正視、正森（正視の婿養子）、正韶、正聖と続いた。
祖父の福島忠勝は、初名が同じ正勝だが、徳川秀忠の諱字を付与され、忠勝とされたものの墓石には本来の名である正勝と記している。